# باريس (مركز)
مركز باريس، مركز إداري مصري. يقع في محافظة الوادي الجديد الواقعة في جمهورية مصر العربية. القاعدة الإدارية للمركز هي مدينة باريس.

## القرى التابعة لمركز باريس
باريس، جرمشين، بورسعيد، عزبة عين برقص، عزبة مكس القبلي، عزبة العين، عزبة دوش.